# Технічні засоби охорони

Камера системи відеоспостереження

Техні́чні за́соби охоро́ни (ТЗО, англ. Remote guarding) — технічні засоби, що використовуються під час провадження охоронної діяльності: системи, прилади та обладнання для виявлення, оповіщення й попередження про наявність небезпеки для життя людей та/або майна. Потенційні загрози спочатку виявляються камерами та аналізуються в реальному часі за допомогою програмних алгоритмів на основі заздалегідь визначених критеріїв. Після того, як програмне забезпечення визначило подію, службовець безпеки, розташований у віддаленому центрі, отримує попередження про аналіз загрози та негайне вжиття відповідних заходів для запобігання або мінімізації збитків.
Практика охоронної діяльності доводить необхідність наукового підходу до вирішення проблем і завдань охорони об'єктів, перш за все, якщо це особливо важливі, особливо небезпечні об'єкти, об'єкти підвищеного ризику або об'єкти, де зберігаються матеріальні цінності (банки, сховища дорогоцінного каміння й металів тощо).
Головне завдання, яке повинні вирішувати технічні засоби охорони, — сприяти підвищенню надійності охорони об'єктів при максимальній надійності та ефективності роботи технічних засобів.

## Елементи технічних засобів охорони
Елементами технічного захисту об'єктів є:
- засоби виявлення;
- засоби управління доступом до об'єкту;
- засоби збору, обробки і відображення інформації від систем виявлення;
- засоби постового телефонного (радіо) зв'язку і тривожно-викличної сигналізації;
- технічні засоби спостереження;
- засоби розвідки;
- допоміжні засоби (система електроживлення технічних засобів охорони, кабельні мережі і комунікації, тощо);
- електризовані загородження.

На базі вищезазначених елементів будується наступні системи технічних засобів охорони:
Центральний пульт управління, що включає в себе:
- автоматизовані робочі місця операторів, адміністраторів систем (комплексу), постів охорони та служби безпеки;
- засоби збору, обробки та відображення інформації — комп'ютери, керуючі панелі, сервери, пульти, консолі управління та інша апаратура.

Система охоронної і тривожної сигналізації, що включає в себе:
- засоби виявлення — сповіщувачі, датчики (сенсори);
- засоби тривожної сигналізації — кнопки, педалі, сповіщувачі;
- засоби збору, обробки та відображення інформації — контрольні панелі, концентратори, комп'ютери, розширювачі, світлові та звукові сповіщувачі, тощо.

Система пожежної сигналізації, що включає в себе:
- засоби виявлення — пожежні сповіщувачі (теплові, димові, світлові, газові, температурні, тощо);
- засоби збору, обробки та відображення інформації — контрольні панелі, концентратори, комп'ютери, розширювачі, світлові та звукові сповіщувачі, тощо.

Система охоронного телебачення, що включає в себе:
- камери відеоспостереження;
- пульти управління;
- пристрої обробки і збереження відеоінформації;

Система контролю і управління доступом, що включає в себе:
- приймальні пристрої доступу — ідентифікатори особистості, зчитувачі, кодонаборні пристрої, пульти, панелі і консолі управління, тощо;
- виконавчі пристрої доступу — електромеханічні, електромагнітні і механічні кодові замки, автоматичні турнікети та шлагбауми, тощо;
- засоби виявлення різного типу — металодетектори, виявителі вибухових речовин і радіаційних матеріалів, тощо;
- засоби збору, обробки та відображення інформації — контрольні панелі, концентратори, комп'ютери, розширювачі, світлові та звукові сповіщувачі, тощо.

Система безперебійного і резервного електроживлення, що включає в себе:
- джерела безперебійного електроживлення;
- генератори бензинові, дизельні;
- випрямлячі і блоки живлення;
- акумулятори.

Система оперативного і постового зв'язку, що включає в себе:
- засоби проводового службового зв'язку;
- засоби гучномовного службового зв'язку;
- засоби реєстрації службових переговорів;
- засоби радіозв'язку охорони.

Система оповіщення та управління евакуацією, що включає в себе:
- засоби оповіщення — сирени, гучномовці, світлові табло і покажчики, тощо;
- засоби контролю і управління зонами оповіщення та аварійної автоматикою — підсилювачі, комутатори, магнітофони, мікрофони, тощо.

## Вимоги до технічних засобів охорони
Технічні засоби охорони повинні надійно спрацьовувати при будь-яких обставинах, що можуть виникнути на об'єкті. Погодні умови, температура повітря, рельєф місцевості, перепади напруги — це параметри, які можуть впливати на надійність роботи технічних засобів охорони.
Тобто надійність роботи технічних засобів охорони визначається:
- високою стійкістю технічних засобів охорони до перешкод;
- забезпеченням виявлення зловмисника в умовах, які оговорюються в технічній документації.

Технічні засоби охорони повинні забезпечувати:
- своєчасну сигналізацію про спробу проникнення на об'єкт, що охороняється, а також сигналізацію про несанкціонований доступ до елементів технічних засобів охорони;
- автоматизований збір, обробку, відображення, документування інформації, контроль та діагностику елементів системи охорони;
- автоматичне управління комплексами технічних засобів охорони і їх функціональними елементами, передачу сигналів стану і контролю технічних засобів;
- санкціонований доступ на об'єкти, що охороняються, з документуванням і накопичуванням даних про доступ на об'єкти;
- стійке функціонування даних про доступ на об'єкти;
- можливість програмування режимів і алгоритмів роботи;
- стійкість системи до кліматичних та погодних умов;
- побудова за блочно-модульним принципом із можливістю утворення базового комплексу і гнучких архітектур, що забезпечують можливість проведення їх поетапної модернізації і нарощування системи охорони;
- безпеку експлуатації та електромагнітну сумісність з іншими системами;
- зняття з охорони об'єктів повинне робитися за допомогою введення спеціального коду на клавіатурі пульта управління сигналізацією;
- гарантія на охоронну систем повинна складати 18 місяців з моменту підписання акту виконаних робіт.

Система енергоживлення технічних засобів охорони повинна забезпечувати:
- безперервне електроживлення усіх елементів технічних засобів охорони;
- автоматичний перехід від основного до резервного джерела живлення з забезпеченням необхідного рівня охорони протягом 12 годин;
- захист від мережевих, комунікаційних і електромагнітних та інших перешкод;
- захист від несанкціонованого доступу до органів управління джерелами електроживлення.